# Radicaal 213
Van de in totaal 214 Kangxi-radicalen heeft radicaal 213 de betekenis schildpad. Het is een van de twee radicalen die bestaan uit zestien strepen.
In het Kangxi-woordenboek zijn er 24 karakters die dit radicaal gebruiken.

## Karakters met het radicaal 213
| Strepen | Karakter |
| ------- | -------- |
| + 0     | 龜       |
| + 5     | 龝       |
| + 12    | 龞       |

Orakelbotkarakter
Bronskarakter
Groot zegelkarakter

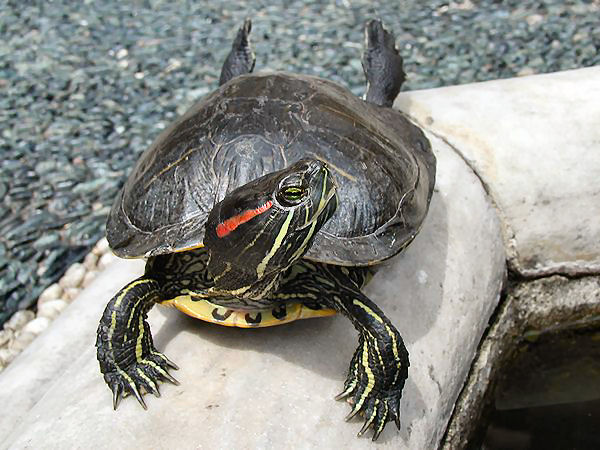
Zonnende schildpad

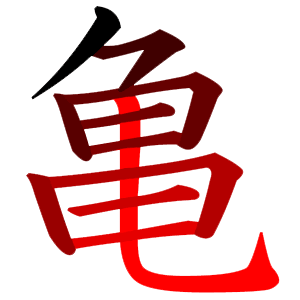
Strookvolgorde van de shintai van radicaal 213.
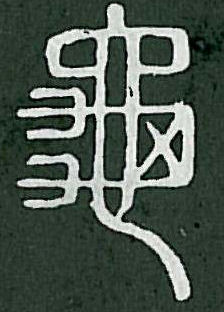
Shuowen versie van radicaal 213.
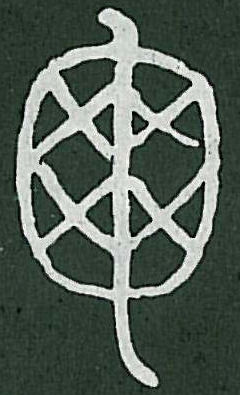
Guwen versie van radicaal 213.

| Kangxi-woordenboek | Shinjitai | Vereenvoudigd |
| ------------------ | --------- | ------------- |
| 龜                 | 亀        | 龟            |